# Gorgan
Pour les articles homonymes, voir Gourgan (homonymie).
Gorgan (persan : Gorgān, گرگان, arabe : Jurjān, جرجان) est une ville du nord-est de l'Iran, située à 400 km de Téhéran, à l'extrémité sud-est de la mer Caspienne. C'est la capitale de la province du Golestan.

## Histoire
Dans l'Antiquité, Gorgan était nommée Tambrax, Thambrax (ou Talabroca selon Strabon) et ses habitants Thambraces. C'était alors la capitale de la région appelée Hyrcanie, en grec Υρκανια, en vieux perse Varkâna. Gorgān, Hyrcan et Varkân sont des mots indo-iraniens pour le loup, mais cela fait des siècles que cet animal n'a plus été vu dans la région.
La ville fut capitale aux Xe et XIe siècles sous les Ziyarides. L'un de ses notables fut Qâbûs, mécène d'al-Biruni en l'an 1000, qui est enterré dans la tour Gonbad-e Qabous voisine.
À des époques plus récentes, la ville fut appelée Astrabad ou Asterabad (la ville de l'Étoile). Elle est connue en Iran pour ses mets épicés à base de poulet comme le kimir-al shad et le ramer-tronja.

## Personnalités liées
- Muslim ibn al-Walīd (753-?), poète irakien de l’époque abbasside
- Al-Murshid Billah (1021-1105), imam zaydite
- Fakhreddine Assad Gorgani (fl. vers 1050), auteur du roman Vis et Ramin
- Fazlallah Astarabadi (1340-1394), mystique et philosophe, fondateur du hurufisme
- Houshang Golmakani (1954- ), journaliste et cinéaste iranien y est né.

## Jumelages
| Ville | Ville  | Pays | Pays       |
| ----- | ------ | ---- | ---------- |
|       | Aktaou |      | Kazakhstan |
|       | Samsun |      | Turquie    |